# NGC 1678
NGC 1678 ist eine Linsenförmige Galaxie vom Hubble-Typ SA0 im Sternbild Orion am Himmelsäquator. Sie ist schätzungsweise 201 Millionen Lichtjahre von der Milchstraße entfernt und hat einen Durchmesser von etwa 65.000 Lichtjahren.
Im selben Himmelsareal befinden sich u. a. die Galaxien NGC 1670, NGC 1682, NGC 1683, NGC 1685.
Das Objekt wurde am 1. Februar 1786 von dem Astronomen William Herschel mit einem 18,7-Zoll-Teleskop entdeckt.